# 아오야마 노리코
아오야마 노리코(Kuniko Inoue, 1978년 12월 29일 ~ )는 일본의 배우, 모델, 패션 모델이다.
지바시에서 태어났다.

## 방송
- 벚꽃폭풍의 검사 ~에도 막부 말기를 살았던 여검사 나카자와 코토~
- 아이 동반 신베에
- 어느 날, 오리 버스
- 가부키모노 케이지
- 베드로의 장렬

## 영화
- 아이 동반 신베에 (2015년)
- 어느 날, 오리 버스 (2015년)
- 가부키모노 케이지 (2015년)
- 베드로의 장렬 (2014년)
- 주문배달의 왕자 이이다 요시미 (2013년)
- 주로 울고 있습니다 (2012년) - 코마코 역
- 파라노말 액티비티 : 도쿄나이트 (2010년) - 야마노 하루카 역
- 은폐지령 (2009년)
- 랑아 (2008년)
- 이것이 새로운 날 (2007년)